# Asignat
Asignat (fran. assignat, od lat. assigno — doznaka) je pomoćni papirnati novac, koji je prvi put emitiran u Francuskoj 1789. godine, za vrijeme Francuske revolucije. Emitiran je u velikim nominalama, od po 10.000 franaka, a kao pokriće su mu služila zaplijenjena dobra plemstva i crkve. Od 1790. godine emitiraju se i male nominale i u optjecaju se nalaze zajedno s kovanim novcem. Zbog inflatornog emitiranja, vrijednost im je stalno opadala, tako da im je 1791. godine vrijednosti bila 90% nominalne vrijednosti, krajem 1794. godine 17%, a 1797. godine svi su asignati proglašeni bezvrijednima.

## Hrvatska
U Hrvatskoj su asignati emitirani 1848. godine. Jedni su emitirani od Banskog vijeća za vrijeme bana Jelačića u Zagrebu, prvenstveno zbog nedostatka srebrena novca. Ovi su asignati imali vrijednost od 25 i 1000 forinti, a jedinstveni su po tome što su glasili na ime vlasnika. Iz prometa su povučeni 1850. godine spaljivanjem cijele naklade. Sačuvana su samo po 4 komada od svake vrijednosti, i to su primjerci koji su kao dokazni bili priloženi zapisnicima o uništavanju.

## Vanjske poveznice
- Asignacije bana Jelačića  Arhivirana inačica izvorne stranice od 21. studenoga 2013. (Wayback Machine)